# Bésame, monstruo
Pour plus de détails, voir Fiche technique et Distribution.
Bésame, monstruo (allemand : Rote Lippen – Küß mich, Monster) est un film d'espionnage ouest-germano-espagnol réalisé par Jesús Franco et sorti en 1969.
Avec El caso de las dos bellezas, il fait partie d'un diptyque de films tournés l'un après l'autre et basés sur le même couple de personnages principaux : les détectives privés Regina et Diana, interprétées par l'Argentine Rosanna Yanni et la Française Janine Reynaud.

## Synopsis
Par une nuit d'orage, le duo de détectives lesbiennes Diana et Regina, surnommées les « Lèvres rouges », reçoit une visite aussi inattendue que non sollicitée lorsqu'un homme grièvement blessé, un couteau à lancer dans le dos, entre en titubant dans leurs propres murs et s'effondre sur le sol. Dans une main, le mort tient une partition d'une chanson populaire, composée autrefois par un certain professeur Bertrand. Bertrand vivait en dernier lieu sur l'île ensoleillée de Lo Pagan, si bien que les deux enquêtrices amatrices, qui gagnent leur vie à plein temps avec des spectacles de variétés libertins, s'y rendent immédiatement. Elles y rencontrent toutes sortes de personnages étranges, visiblement tous à la recherche d'une mystérieuse formule.
Tout le monde connaît le professeur Bertrand qui, depuis qu'il a été accusé de meurtre, serait soit mort, soit en train de disparaître. Diana et Regina croisent également la route d'une mystérieuse secte de féministes et de lesbiennes, de scientifiques obscurs, de mystérieux agents doubles et d'un homme d'affaires plutôt impitoyable. Chaque piste qu'elles explorent soulève de nouvelles questions, et presque tous leurs informateurs finissent par ressembler à l'homme au couteau dans le dos du début du film. Enfin, Diana et Regina retrouvent Bertrand, un chercheur que l'on croyait mort et qui veut créer une super-race invincible à l'aide de la super-formule que tout le monde recherchait et qui se cachait derrière les notes de sa chanson populaire. Diana et Regina utilisent leurs propres armes pour mettre fin aux agissements de ce fou furieux.

## Fiche technique
- Titre original espagnol : Bésame, monstruo[1],[2],[3]
- Titre allemand : Rote Lippen: Küß mich, Monster[4],[5]
- Réalisateur : Jesús Franco
- Scénario : Karl Heinz Mannchen, Luis Revenga
- Photographie : Jorge Herrero, Franz Hofer
- Montage : Francisco Garcia Velázquez, María Luisa Soriano
- Musique : Fernando García Morcillo (version espagnole), Jerry van Rooyen (en) (version allemande)
- Production : José López Moreno, Adrian Hoven
- Sociétés de production : Films Montana S.A. (Madrid), Aquila-Film GmbH (Munich)
- Pays de production :  Espagne -  Allemagne de l'Ouest
- Langues originales : allemand
- Format : couleurs par Eastmancolor - 1,85:1 - Son mono - 35 mm
- Durée : 87 minutes
- Genre : film d'espionnage
- Dates de sortie :
  - Autriche : 31 mai 1969

## Distribution
- Janine Reynaud : Diana
- Rosanna Yanni : Regina
- Chris Howland : Francis McClune, officier d'Interpol
- Adrian Hoven : Eric Vicas
- Michel Lemoine : Jacques Maurier
- Manuel Velasco : Andy
- Manolo Otero : Dimitri
- Ana Casares : Linda
- Marta Reves : Irina
- Barta Barri : Inspecteur Kramer
- María Antonia Redondo : Bulumba
- Jesús Franco : Homme de contact
- Dorit Dom : Anita

## Production
Le film est tourné en Espagne (autour de Murcie) et en Allemagne de l'Ouest à Munich.